# Mordella quadriguttulata
Mordella quadriguttulata es una especie de coleóptero de la familia Mordellidae.

## Distribución geográfica
Habita en Daurien.